# Niherne
Niherne est une commune française située dans le département de l'Indre, en région Centre-Val de Loire.

## Géographie

### Localisation
La commune est située dans le centre du département, dans la région naturelle de la Champagne berrichonne.
Les communes limitrophes sont : Villedieu-sur-Indre (3 km), Saint-Maur (6 km), Neuillay-les-Bois (10 km) et Luant (11 km).
Les communes chefs-lieux et préfectorales sont : Châteauroux (10 km), Buzançais (13 km), Issoudun (35 km), La Châtre (42 km) et Le Blanc (44 km).

### Hameaux et lieux-dits
Les hameaux et lieux-dits de la commune sont : Surins, Malaise, les Mardelles, Chézeauneuf, la Croix aux Ladres et le Tecq.

### Géologie et hydrographie
La commune est classée en zone de sismicité 2, correspondant à une sismicité faible.
Le territoire communal est arrosé par les rivières Indre et Claise.

### Climat
Pour des articles plus généraux, voir Climat du Centre-Val de Loire et Climat de l'Indre.
En 2010, le climat de la commune est de type climat océanique dégradé des plaines du Centre et du Nord, selon une étude du CNRS s'appuyant sur une série de données couvrant la période 1971-2000. En 2020, Météo-France publie une typologie des climats de la France métropolitaine dans laquelle la commune est exposée à un climat océanique altéré et est dans la région climatique Centre et contreforts nord du Massif Central, caractérisée par un air sec en été et un bon ensoleillement.
Pour la période 1971-2000, la température annuelle moyenne est de 11,3 °C, avec une amplitude thermique annuelle de 15,2 °C. Le cumul annuel moyen de précipitations est de 751 mm, avec 11,3 jours de précipitations en janvier et 7 jours en juillet. Pour la période 1991-2020, la température moyenne annuelle observée sur la station météorologique de Météo-France la plus proche, sur la commune de Châteauroux à 10 km à vol d'oiseau, est de 12,2 °C et le cumul annuel moyen de précipitations est de 816,1 mm,. Pour l'avenir, les paramètres climatiques de la commune estimés pour 2050 selon différents scénarios d'émission de gaz à effet de serre sont consultables sur un site dédié publié par Météo-France en novembre 2022.

### Voies de communication et transports
Le territoire communal est desservi par les routes départementales : 67, 80, 125, 925 et 943.
La ligne de Joué-lès-Tours à Châteauroux passe par le territoire communal, une gare desservait la commune. La gare ferroviaire la plus proche est la gare de Châteauroux, à 12 km.
Niherne est desservie par la ligne 2.4 du réseau d'autocars TER Centre-Val de Loire.
L'aéroport le plus proche est l'aéroport de Châteauroux-Centre, à 15 km.
Le territoire communal est traversé par le sentier de grande randonnée 46.

## Urbanisme

### Typologie
Au 1er janvier 2024, Niherne est catégorisée bourg rural, selon la nouvelle grille communale de densité à sept niveaux définie par l'Insee en 2022.
Elle est située hors unité urbaine. Par ailleurs la commune fait partie de l'aire d'attraction de Châteauroux, dont elle est une commune de la couronne,. Cette aire, qui regroupe 71 communes, est catégorisée dans les aires de 50 000 à moins de 200 000 habitants,.

### Occupation des sols
L'occupation des sols de la commune, telle qu'elle ressort de la base de données européenne d’occupation biophysique des sols Corine Land Cover (CLC), est marquée par l'importance des territoires agricoles (69,4 % en 2018), une proportion sensiblement équivalente à celle de 1990 (70,2 %). La répartition détaillée en 2018 est la suivante : 
terres arables (50,6 %), forêts (25,7 %), prairies (12,1 %), zones agricoles hétérogènes (6,6 %), zones urbanisées (2,5 %), eaux continentales (2,3 %), zones industrielles ou commerciales et réseaux de communication (0,2 %). L'évolution de l’occupation des sols de la commune et de ses infrastructures peut être observée sur les différentes représentations cartographiques du territoire : la carte de Cassini (XVIIIe siècle), la carte d'état-major (1820-1866) et les cartes ou photos aériennes de l'IGN pour la période actuelle (1950 à aujourd'hui).

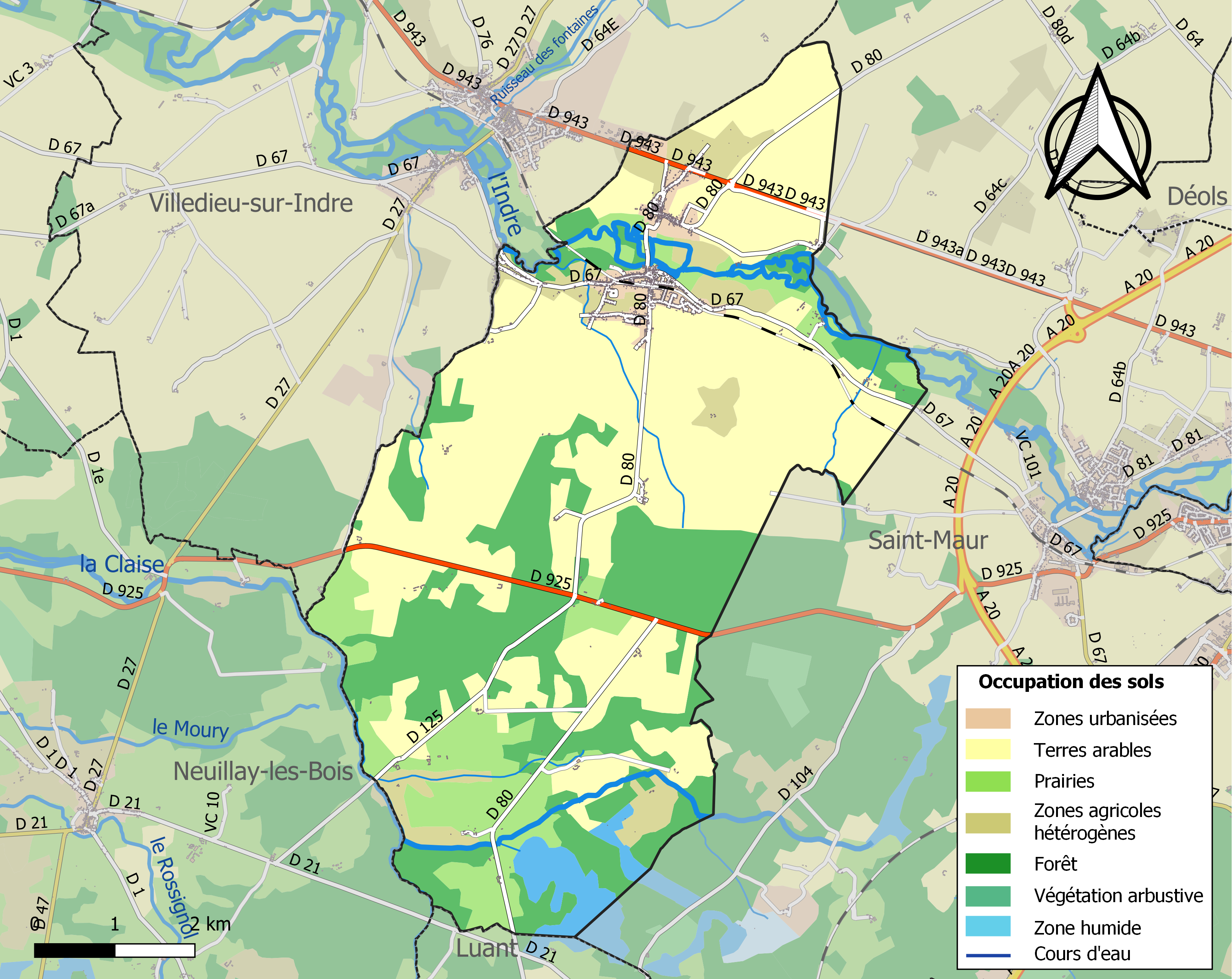
Carte des infrastructures et de l'occupation des sols de la commune en 2018 (CLC).

### Logement
Le tableau ci-dessous présente le détail du secteur des logements de la commune :
| Date du relevé                                              | 2013   |
| Nombre total de logements                                   | 729    |
| Résidences principales                                      | 90,6 % |
| Résidences secondaires                                      | 2,8 %  |
| Logements vacants                                           | 6,6 %  |
| Part des ménages propriétaires de leur résidence principale | 84,1 % |

### Risques majeurs
Le territoire de la commune de Niherne est vulnérable à différents aléas naturels : météorologiques (tempête, orage, neige, grand froid, canicule ou sécheresse), inondations, feux de forêts, mouvements de terrains et séisme (sismicité faible). Il est également exposé à un risque technologique, le transport de matières dangereuses. Un site publié par le BRGM permet d'évaluer simplement et rapidement les risques d'un bien localisé soit par son adresse soit par le numéro de sa parcelle.

#### Risques naturels
Certaines parties du territoire communal sont susceptibles d’être affectées par le risque d’inondation par débordement de cours d'eau, notamment la Claise et l'Indre. La commune a été reconnue en état de catastrophe naturelle au titre des dommages causés par les inondations et coulées de boue survenues en 1982, 1999 et 2017,.
Pour anticiper une remontée des risques de feux de forêt et de végétation vers le nord de la France en lien avec le dérèglement climatique, les services de l’État en région Centre-Val de Loire (DREAL, DRAAF, DDT) avec les SDIS ont réalisé en 2021 un atlas régional du risque de feux de forêt, permettant d’améliorer la connaissance sur les massifs les plus exposés. La commune, étant pour partie dans le massif de Châteauroux, est classée au niveau de risque 4, sur une échelle qui en comporte quatre (1 étant le niveau maximal).

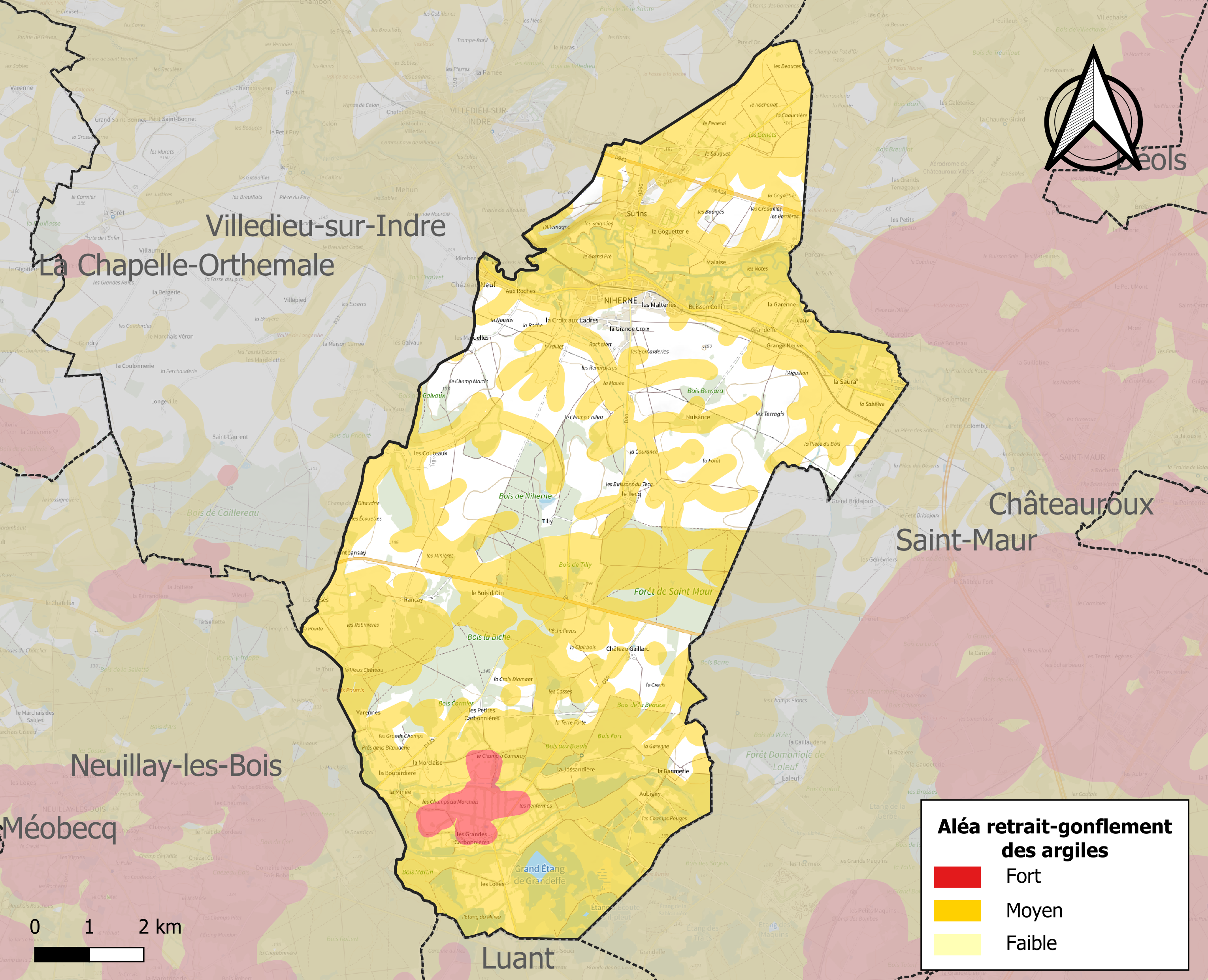
Carte des zones d'aléa retrait-gonflement des sols argileux de Niherne.

Les mouvements de terrains susceptibles de se produire sur la commune sont des tassements différentiels.
Le retrait-gonflement des sols argileux est susceptible d'engendrer des dommages importants aux bâtiments en cas d’alternance de périodes de sécheresse et de pluie. 73,6 % de la superficie communale est en aléa moyen ou fort (84,7 % au niveau départemental et 48,5 % au niveau national). Sur les 767 bâtiments dénombrés sur la commune en 2019, 575 sont en aléa moyen ou fort, soit 75 %, à comparer aux 86 % au niveau départemental et 54 % au niveau national. Une cartographie de l'exposition du territoire national au retrait gonflement des sols argileux est disponible sur le site du BRGM,.
Concernant les mouvements de terrains, la commune a été reconnue en état de catastrophe naturelle au titre des dommages causés par la sécheresse en 1989, 1992, 2018 et 2019 et par des mouvements de terrain en 1999.

#### Risques technologiques
Le risque de transport de matières dangereuses sur la commune est lié à sa traversée par des infrastructures routières ou ferroviaires importantes ou la présence d'une canalisation de transport d'hydrocarbures. Un accident se produisant sur de telles infrastructures est en effet susceptible d’avoir des effets graves au bâti ou aux personnes jusqu’à 350 m, selon la nature du matériau transporté. Des dispositions d’urbanisme peuvent être préconisées en conséquence.

## Toponymie
Ses habitants sont appelés les Nihernois ou Nihernais.

## Histoire
Plusieurs haches de la préhistoire, de pierre polie, et de métal, ont été retrouvées à Niherne. Un aqueduc romain alimentant la ville antique de Mehun-sur-Yèvre traverse la commune.
La plus ancienne agglomération connue se développe autour du prieuré de Surins, courant XIIe siècle. Au XIVe siècle, un château existait, qui a disparu depuis.
En 1601, un orme est planté sur la place de l’église sur les instructions de Sully, pour commémorer la naissance du Dauphin, futur Louis XIII.
Le cahier de doléances de la paroisse de Niherne est rédigé le 4 mars 1789. Il demande le remplacement des impositions existantes par une seule portant sur les propriétés et payé par les trois ordres.
Après la jacquerie de Buzançais en 1847 (provoquée par la cherté du blé), des émeutes ont lieu à Niherne et au village de Surins.
La commune fut rattachée de 1973 à 2015 au canton de Châteauroux-Ouest.

## Politique et administration
La commune dépend de l'arrondissement de Châteauroux, du canton de Buzançais, de la première circonscription de l'Indre et de la communauté de communes Val de l'Indre - Brenne.
Elle dispose d'une agence postale communale et d'un centre de première intervention.

### Liste des maires
| Période                                  | Période      | Identité             | Étiquette      | Qualité                  |
| ---------------------------------------- | ------------ | -------------------- | -------------- | ------------------------ |
| mai 1908                                 | 1960         | Louis Girard         | ?              | ?                        |
| 1971                                     | 1989         | Léon Loisil          | sans étiquette | agriculteur              |
| mars 2001,                               | mars 2014    | Alain Lavaud         | UMP            | Contrôleur principal DDE |
| mars 2014                                | 6 mars 2019, | Marie-Solange Hermen | UMP-LR         | Retraitée                |
| 6 mars 2019                              | 17 mai 2019  | Vacant               | ?              | ?                        |
| 17 mai 2019                              | En cours     | Bruno Mardelle       | ?              | ?                        |
| Les données manquantes sont à compléter. |              |                      |                |                          |

## Population et société

### Démographie
L'évolution du nombre d'habitants est connue à travers les recensements de la population effectués dans la commune depuis 1793. Pour les communes de moins de 10 000 habitants, une enquête de recensement portant sur toute la population est réalisée tous les cinq ans, les populations de référence des années intermédiaires étant quant à elles estimées par interpolation ou extrapolation. Pour la commune, le premier recensement exhaustif entrant dans le cadre du nouveau dispositif a été réalisé en 2006.

En 2022, la commune comptait 1 457 habitants, en évolution de −8,42 % par rapport à 2016 (Indre : −3 %, France hors Mayotte : +2,11 %).
| 1793 | 1800  | 1806  | 1821  | 1831  | 1836  | 1841  | 1846  | 1851  |
| ---- | ----- | ----- | ----- | ----- | ----- | ----- | ----- | ----- |
| 960  | 1 002 | 1 028 | 1 164 | 1 230 | 1 241 | 1 165 | 1 175 | 1 192 |

| 1856  | 1861  | 1866  | 1872  | 1876  | 1881  | 1886  | 1891  | 1896  |
| ----- | ----- | ----- | ----- | ----- | ----- | ----- | ----- | ----- |
| 1 157 | 1 150 | 1 181 | 1 195 | 1 201 | 1 233 | 1 251 | 1 306 | 1 373 |

| 1901  | 1906  | 1911  | 1921  | 1926  | 1931  | 1936  | 1946  | 1954  |
| ----- | ----- | ----- | ----- | ----- | ----- | ----- | ----- | ----- |
| 1 304 | 1 314 | 1 341 | 1 156 | 1 186 | 1 154 | 1 069 | 1 139 | 1 174 |

| 1962  | 1968  | 1975  | 1982  | 1990  | 1999  | 2006  | 2011  | 2016  |
| ----- | ----- | ----- | ----- | ----- | ----- | ----- | ----- | ----- |
| 1 135 | 1 091 | 1 103 | 1 319 | 1 504 | 1 484 | 1 558 | 1 548 | 1 591 |

| 2021  | 2022  | - | - | - | - | - | - | - |
| ----- | ----- | - | - | - | - | - | - | - |
| 1 493 | 1 457 | - | - | - | - | - | - | - |

### Enseignement
La commune dépend de la circonscription académique du Blanc.

### Sports
La commune possède un club de football (A.S Niherne), un club de tennis et un club de pétanque.

### Médias
La commune est couverte par les médias suivants : La Nouvelle République du Centre-Ouest, Le Berry républicain, L'Écho - La Marseillaise, La Bouinotte, Le Petit Berrichon, France 3 Centre-Val de Loire, Berry Issoudun Première, Vibration, Forum, France Bleu Berry et RCF en Berry.

## Économie
La commune se situe dans l’aire urbaine de Châteauroux, dans la zone d’emploi de Châteauroux et dans le bassin de vie de Châteauroux.
La commune se trouve dans l'aire géographique et dans la zone de production du lait, de fabrication et d'affinage du fromage Valençay.

## Culture locale et patrimoine
- Église Saint-Sulpice : elle est classée monument historique et a été rénovée en 2008.
- Monument aux morts

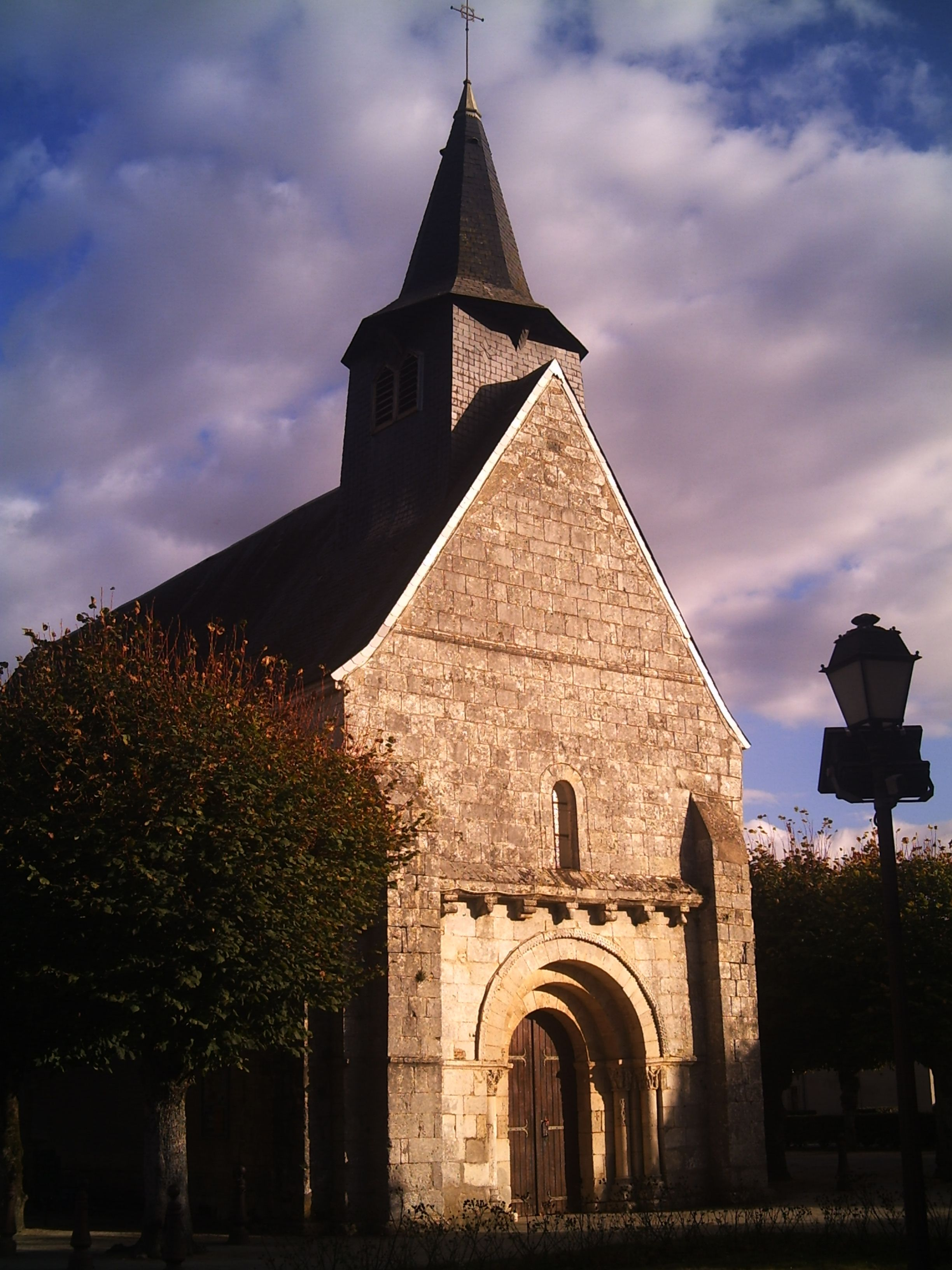
L'église Saint-Sulpice en 2009.